# Microstylum apiforme
Microstylum apiforme là một loài ruồi trong họ Asilidae. Microstylum apiforme được Walker miêu tả năm 1851. Loài này phân bố ở miền Ấn Độ - Mã Lai.